# Nossentiner Hütte
Nossentiner Hütte é um município da Alemanha localizado no distrito de Mecklenburgische Seenplatte, estado de Mecklemburgo-Pomerânia Ocidental.
Pertence ao Amt de Malchow.